# Eutropiusz z Saintes
Eutropiusz z Saintes (fr. Saint Eutrope) – pierwszy biskup Saintes w dzisiejszej Francji. Święty Kościoła katolickiego. 
Niewiele jest pewnych informacji o jego życiu. Według tradycji był Rzymianinem. Inne źródła podają, że był perskiego pochodzenia. Został wysłany do ewangelizacji Galii przez papieża Klemensa w I wieku lub jak podają inne źródła przez papieża Fabiana w latach 50. III wieku jako towarzysz świętego Dionizego.
Żył jako pustelnik w pobliżu Saintes i nawrócił na chrześcijaństwo córkę jednego z wielmożów, Estelle. Ojciec dziewczyny był tak oburzony przejściem córki na chrześcijaństwo, że zabił ją oraz Eutropiusza. Eutropiusz został zabity przez rozerwanie głowy toporem.
Grzegorz z Tours wspomina o męczeństwie Eutropiusza w swojej pracy. W VI wieku poeta Wenancjusz Fortunat wspomina Eutropiusa w związku z Saintes.  
Eutropiusz jest patronem Francji i Hiszpanii.